# Simpsonichthys brunoi
Simpsonichthys brunoi és un peix d'aigua dolça de la família dels rivúlids i de l'ordre dels ciprinodontiformes. Va ser descrit per l'ictiòleg Wilson José Eduardo Moreira da Costa el 2003.
Els adults poden assolir fins a 3 cm de longitud total. Es troba al Brasil a Sud-amèrica.